# گرداب سرنوشت
گرداب سرنوشت (انگلیسی: The Whirlpool of Fate) یک فیلم درام فرانسوی است که در سال ۱۹۲۵ و به کارگردانی ژان رنوآر ساخته شده‌است.